# جما باغداساریان
جما ساموئلی باغداساریان (ارمنی: Ջեմմա Սամվելի Բաղդասարյան؛ زادهٔ ۲۳ ژوئیهٔ ۱۹۵۶) یک سیاستمدار اهل ارمنستان است که از تاریخ ۲۰۱۷ تا تاریخ ۲۰۱۸ سمت نمایندگی دوره مجلس ملی جمهوری ارمنستان را برعهده داشت.

## زندگی‌نامه
در  ۲۳ ژوئیهٔ ۱۹۵۶ در مارتونی به دنیا آمد. وی همچنین برنده مدال مخیتار هراتسی شده‌است.